# Prospalta cinifacta
Prospalta cinifacta là một loài bướm đêm trong họ Noctuidae.